# Baia Jurackaja
La baia Jurackaja (in russo Юрацкая губа?, Jurackaja guba) è un'insenatura lungo la costa settentrionale russa, nel Circondario autonomo Jamalo-Nenec. È situata nella parte centro-meridionale del mare di Kara.

## Geografia
La baia si trova nella parte settentrionale della penisola di Gyda, stretta tra le penisole Mamont (полуостров Мамонта) a sud e Olenij (полуостров Олений) a nord. Ha una lunghezza di circa 46 km e una larghezza di 33 km nel punto più largo. A nord, oltre l'imboccatura, si trovano le isole Olenij, Rovnyj e Prokljatye. Nella baia sfociano una decina di fiumi tra cui l'Esjajacha (река Есяяха) e lo Jun″jacha (река Юнъяха).
Le coste sono basse, coperte da vegetazione della tundra spesso fortemente impregnata d'acqua. Per gran parte dell'anno le acque della baia sono ghiacciate.
Le coste sono disabitate e fanno parte della Riserva naturale della Gyda. Il centro più vicino è Matjujsale a sudovest dell'imboccatura.